# Округ Саблет (Вајоминг)
Саблет (енгл. Sublette County) је округ у америчкој савезној држави Вајоминг.

## Демографија
По попису из 2010. године број становника је 10.247, што је 4.327 (73,1%) становника више него 2000. године.
| Група             | 2000.         | 2010.         |
| Белци             | 5.709 (96,4%) | 9.260 (90,4%) |
| Афроамериканци    | 12 (0,2%)     | 32 (0,3%)     |
| Азијати           | 14 (0,2%)     | 51 (0,5%)     |
| Хиспаноамериканци | 112 (1,9%)    | 712 (6,9%)    |
| Укупно            | 5.920         | 10.247        |